# Djoumté
Djoumté est un village du Cameroun situé dans la Région du Nord et le département du Faro, au pied du petit massif de Djoumté (ceb) (608 m), à proximité de la frontière avec le Nigeria. Il dépend administrativement de l’arrondissement de Poli, et, au niveau de la chefferie traditionnelle, du lamidat de Djoumté.

## Population
Lors du recensement de 2005, le village comptait 428 habitants.